# Louis Bötticher
Louis Bötticher, auch Louis Böttcher (1813 in Berlin – 9. Juni 1867 ebenda) war ein deutscher Opernsänger (Bass).

## Leben
Böttichers Vater war königlicher Kammermusikus, der ihn auch, wie später die Professoren Carl Friedrich Rungenhagen und Carl Friedrich Zelter, in der Musik unterwies. Sein Talent fiel auf und schon 1832 wurde er Mitglied der königlichen Kapelle. Da fiel Gaspare Spontini seine kräftige, sonore Bassstimme auf, er unterzog ihn einer Prüfung, erteilte ihm den nötigen Unterricht und veranlasste im Jahre 1836 sein Auftreten als „Sarastro“ in der Zauberflöte an der königlichen Bühne, bei welcher er auch als Sänger angestellt wurde. Bötticher verblieb bis Juli 1859 an diesem Kunstinstitut und gehörte während dieser Zeit sowohl zu den ersten Bassisten als auch zu den beliebtesten Mitgliedern der Oper. Eine Halskrankheit zwang ihn, 1851 um seine Pension einzukommen. Er erschien einige Zeit nachher noch als Gast an dieser oder jener hervorragenden Bühne, zog sich jedoch 1857 gänzlich von derselben zurück.
Boetticher wurde am 14. Februar 1836 Ehrenmitglied des Literarischen Sonntagsvereins Tunnel über der Spree.